# デーヴァナハッリ

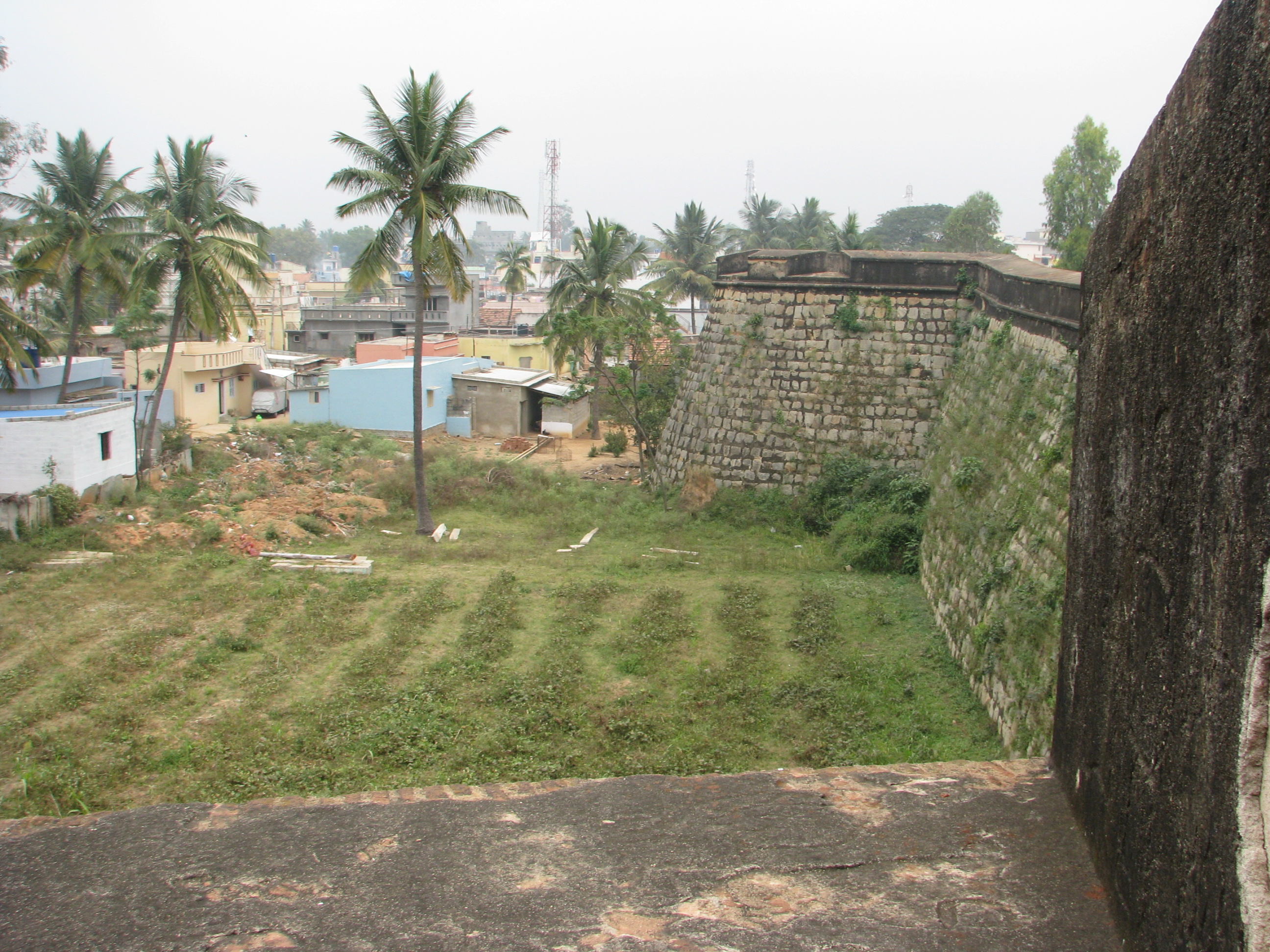
デーヴァナハッリ城の城壁

デーヴァナハッリ（英語: Devanahalli, カンナダ語: ದೇವನಹಳ್ಳಿ）は、南インドのカルナータカ州、バンガロール・グラーミーナ県の都市。デーヴァナドッディ（Devanadoddi）、デーヴァナプラ（Devanapura）とも呼ばれる。また、ティプー・スルターンがマイソール王国の政権を握った際、ユースファーバード（Yusufabad）と改められ、しばしばこの名でも呼ばれる。

## 歴史

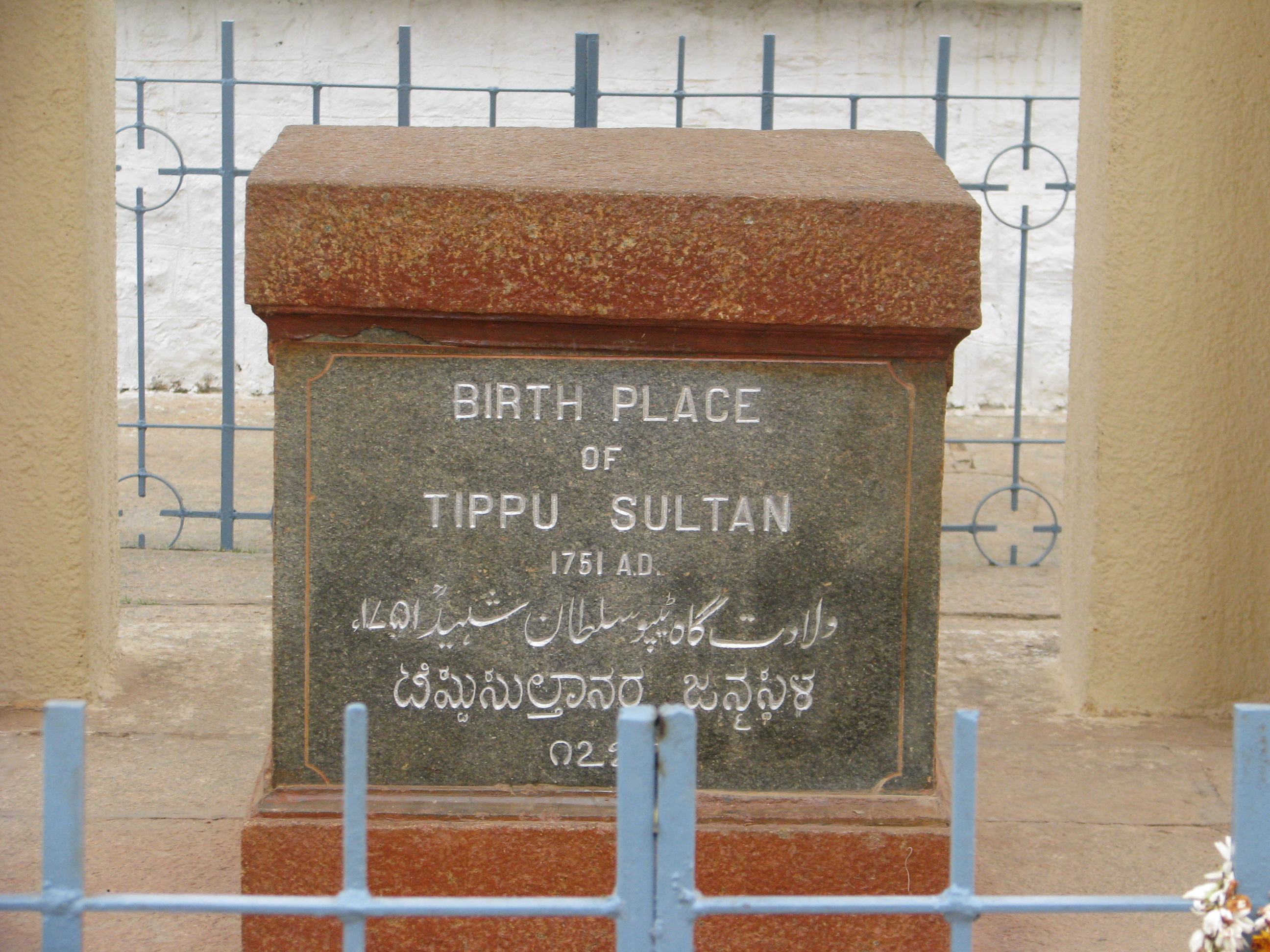
ティプー・スルターン誕生の記念碑

デーヴァナハッリの歴史は古く、ラーシュトラクータ朝、パッラヴァ朝、チョーラ朝、ホイサラ朝、ヴィジャヤナガル王国の支配を受けた。
1501年、領主デーヴァ・ゴウダがデーヴァナハッリ城を築いた。
1747年、マイソール王国がこの地と城を征服した。
1750年、のちにマイソール王となるティプー・スルターンが誕生した。
1791年、イギリス軍に第三次マイソール戦争で占領された。

## ティプー・スルターン誕生の地
ティプー・スルターンはデーヴァナハッリ城の付近で誕生したとされ、その記念碑が城のすぐそばにある。